# Micrapatetis tripartita
Micrapatetis tripartita là một loài bướm đêm trong họ Noctuidae.